# Michael Gross
Michael Edward Gross (Chicago, 21 de junio de 1947) es un actor estadounidense, conocido por haber interpretado a Steven Keaton en la serie Family Ties y a Burt Gummer en la saga de películas "Tremors", apareciendo en las 7 películas y la serie de SyFy

## Biografía
Fue hijo de William Gross, un diseñador de herramientas, y Virginia Cahill, una telefonista, quienes lo criaron católico. Recibió un grado de artes escénicas en la Universidad de Illinois en Chicago y posteriormente obtuvo su posgrado de maestría en las Bellas Artes en la Universidad Yale.
En junio de 1984, se casó con Elza Bergeron, una directora de casting, y continúa junto con ella desde entonces. Gross es un fanático de los trenes, tanto que es un aficionado al modelismo ferroviario, historiador experto y dueño de una empresa de ferrocarriles.
Como curiosidad, Michael Gross y Meredith Baxter (quien interpretó a Elyse Keaton) nacieron el mismo día.

## Carrera
Su papel más famoso fue el de Steven Keaton en Family Ties, donde trabajó junto con las estrellas Meredith Baxter y Michael J. Fox.
Luego del éxito de Family Ties, interpretó a Burt Gummer en Tremors. Gracias a la fama de Kevin Bacon, la película terminó siendo un éxito mundial inesperado y se lanzaron seis secuelas, Gross apareció en todas, ya sin Bacon. En agosto de 2016, se anunció el lanzamiento de una serie con Bacon, que sería secuela directa de la primera película, ignorando todas las películas posteriores. Gross informó, a través de un comunicado por Facebook, que no participaría de la nueva serie.
Hizo varias apariciones en la aclamada serie Cómo conocí a vuestra madre, dando vida a Alfred Mosby, padre del protagonista Ted Mosby.
Luego de los trabajos anteriores, no protagonizó otros grandes papeles, se dedicó a personajes terciarios en series y luego a darle voz a personajes de animaciones. Se destaca aquí su trabajo en distintas series animadas de Batman.